# Exotic Creatures of the Deep
Albums de Sparks
Hello Young Lovers
(2006) The Seduction of Ingmar Bergman
(2009)
Singles
1. Good Morning
Sortie : 12 mai 2008
2. Lighten Up, Morrissey
Sortie : mars 2009

Exotic Creatures of the Deep est le vingt-et-unième album du groupe américain de rock Sparks. Il est sorti en 2008 sur leur label Lil' Beethoven.

## Histoire
Afin de promouvoir l'album, Sparks donne une série de vingt-et-un concerts à Londres. Lors des vingt premiers, qui prennent place du 16 mai au 11 juin 2008 à la Carling Islington Academy (en), le groupe interprète chaque soir un album de sa discographie dans l'ordre chronologique, de Sparks (1971) à Hello Young Lovers (2006). Le dernier concert, le 13 juin au Shepherd's Bush Empire, les voit jouer dans son intégralité Exotic Creatures of the Deep.

## Fiche technique

### Chansons
Toutes les chansons sont écrites et composées par Ron Mael et Russell Mael.
| No  | Titre                                                             | Durée |
| --- | ----------------------------------------------------------------- | ----- |
| 1.  | Intro                                                             | 1:02  |
| 2.  | Good Morning                                                      | 3:53  |
| 3.  | Strange Animal                                                    | 5:45  |
| 4.  | I Can't Believe That You Would Fall for All the Crap in this Song | 3:54  |
| 5.  | Let the Monkey Drive                                              | 4:09  |
| 6.  | Intro Reprise                                                     | 0:24  |
| 7.  | I've Never Been High                                              | 4:31  |
| 8.  | (She Got Me) Pregnant                                             | 4:13  |
| 9.  | Lighten Up, Morrissey                                             | 4:14  |
| 10. | This Is the Renaissance                                           | 3:45  |
| 11. | The Director Never Yelled 'Cut'                                   | 3:54  |
| 12. | Photoshop                                                         | 4:01  |
| 13. | Likeable                                                          | 6:13  |

### Musiciens
- Russell Mael : chant
- Ron Mael : claviers, programmation, orchestrations
- Tammy Glover : batterie
- Dean Menta (en) : guitare

### Équipe de production
- Russell Mael : production, ingénieur du son,  mixage
- Ron Mael : production, mixage
- John Thomas : ingénieur du son, mixage

### Classements et certifications
| Pays (classement)             | Meilleure position |
| ----------------------------- | ------------------ |
| Royaume-Uni (UK Albums Chart) | 54                 |